# Winfield (Iowa)
Winfield é uma cidade localizada no estado americano de Iowa, no Condado de Henry.

## Demografia
Segundo o censo americano de 2000, a sua população era de 1131 habitantes.
Em 2006, foi estimada uma população de 1109, um decréscimo de 22 (-1.9%).

## Geografia
De acordo com o United States Census Bureau tem uma área de
2,7 km², dos quais 2,7 km² cobertos por terra e 0,0 km² cobertos por água.

## Localidades na vizinhança
O diagrama seguinte representa as localidades num raio de 16 km ao redor de Winfield.